# Irena Pelikánová
Irena Pelikánová (* 25. Juni 1949 in Prag) ist eine tschechische Juristin und ehemalige Richterin am Gericht der Europäischen Union.
Pelikánová wurde sowohl in Rechtswissenschaften als auch in Naturwissenschaften promoviert. Sie war als Anwältin tätig und bis 1989 als Assistentin für Wirtschaftsrecht. 1993 wurde sie Professorin für Handelsrecht an der 
Karls-Universität Prag. Von 1999 bis 2001 gehörte sie dem Präsidium der Wertpapierkommission an. Daneben war sie von 1998 bis 2002 Mitglied des Legislativrats der tschechischen Regierung. Seit dem 12. Mai 2004 war sie Richterin am Gericht der Europäischen Union mit Sitz in Luxemburg. Dort gehörte sie der vierten Kammer an und war deren Präsidentin. Ihr Mandat lief nach zwei Verlängerungen bis zum 26. September 2019.
Ihr Sohn Robert Pelikán war von 2015 bis 2018 tschechischer Justizminister.